# Браничевці
Браничевці — слов'янське плем'я на середньому Дунаї на території сучасної Сербії.
Близько 805 року землі браничевців війшли до складу Болгарії, після захоплення військами болгарського хана Крума східної частини Аварського каганату. В 818 році за правління Омуртага вони повстали разом з іншими прикордонними слов'янськими племенами, так як відмовлялися прийняти реформу, обмежуючу їх місцеве самоврядування. В пошукаш союзника вони звернулися до імператора Священної Римської Імперії Людовика I Благочестивого. В 824-826 роках Омуртаг намагався врегулювати конфлік діпломатичним шляхом, але його листи Людовику залишилися без відповіді. Після цього він вирішив придушити повстання силою та відправив воїнів до земель дунайських слов'ян, які знову повернули їх до влади Болгарії.